# إس سي إس سوفتويير
إس سي إس سوفتويير (بالإنجليزية: SCS Software) هم مطورين ألعاب فيديو يقع مقرها الرئيسي في براغ، جمهورية التشيك تشتهتر لتطويرها ألعاب المحاكاة مثل يورو تراك سيميولايتر وأميركان ترك سيميولايتر.